# Voskepar
Voskepar là một đô thị thuộc tỉnh Tavush, Armenia. Dân số ước tính năm 2011 là 863 người.